# Бистрица (Фојница)
Бистрица је насељено место у Босни и Херцеговини у општини Фојница. Административно припада Федерацији Босне и Херцеговине, односно њеном Средњобосанском кантону. Према попису становништва из 2013. у насељу је било свега 16 становника, а већинску популацију у насељу чинили су Хрвати.

## Становништво
По последњем службеном попису становништва из 2013. године у насељу је живело 16 становника, а село је било етнички хомогено са већинском хрватском популацијом.
| Националност | 2013. | 1991.        | 1981.        | 1971.        |
| Хрвати       | —     | 152 (98,06%) | 183 (98,92%) | 228 (100,0%) |
| Срби         | —     | 0            | 2 (1,08%)    | 0            |
| Југословени  | —     | 3 (1,93%)    | 0            | 0            |
| Укупно       | 16    | 155          | 185          | 228          |